# SSID
SSID (service set identifier) is een identificatiemethode die gebruikt wordt in de IEEE 802.11-norm, de norm voor wifi. SSID maakt het mogelijk om draadloze computernetwerken van elkaar te scheiden, door elk draadloos netwerk een aparte naam (SSID) te geven.

## Syntaxis
Een SSID is een identificatie in de vorm van een naam. De opbouw van de naam is afgesproken in RFC1034. Hierin staat dat de opbouw van een SSID de norm gebruikt van ITU-T X.509. Deze afspraak zegt dat een identificatienaam moet worden opgebouwd uit een rij karakters van 8 bits breedte. Een SSID moet minimaal uit 1 karakter bestaan en maximaal uit 32 karakters.

## Implementatie
Om een draadloos netwerk te definiëren door middel van een SSID, is het belangrijk dat bij het implementeren elk systeem met een draadloze netwerkverbinding dezelfde SSID bevat. Alle systemen die, bijvoorbeeld, het SSID "Foobar" hebben, kunnen met elkaar communiceren. Als een systeem fysiek in het bereik van een netwerk met SSID "Foobar" zit, maar een ander SSID heeft, dan is het niet mogelijk om met andere systemen in het netwerk "Foobar" te communiceren.

## Beheer
In tegenstelling tot IP- en MAC-adressen worden SSID's niet gedistribueerd; dat wil zeggen dat er geen organisatie bestaat die SSID-adressen kan toewijzen. Iedereen mag dus een willekeurige SSID-naam kiezen, als deze maar overeenkomt met de norm ITU-T X.509.